# Martin Spanring
Martin Spanring (* 14. Oktober 1969 in München) ist ein ehemaliger deutscher Fußballspieler.

## Sportliche Laufbahn

### Vereinskarriere
Der Abwehrspieler begann seine Karriere beim Putzbrunner SV südöstlich von München und wechselte später in die Jugend des TSV 1860 München. 1988 wurde er in die erste Mannschaft der „Löwen“ in die Bayernliga berufen. Nach einem Jahr in München wechselte er zu Jahresbeginn 1990 zum Bundesligaaufsteiger Fortuna Düsseldorf unter Trainer Aleksandar Ristić. Nach dem Abstieg der Fortunen zu Ende der Saison 1991/92 wechselte Spanring zum FC Schalke 04. In seiner ersten Saison auf Schalke wurde er von Trainer Udo Lattek in der Hinrunde achtmal eingesetzt. Nachdem Lattek zur Winterpause von Helmut Schulte ersetzt wurde, kam Spanring zu keinen weiteren Partien für die Knappen.
Im Sommer 1993 verließ Spanring die Schalker und unterschrieb beim SC Freiburg, der gerade zum ersten Mal in der Vereinsgeschichte in die 1. Bundesliga aufgestiegen war. Hier feierte Spanring unter Trainer Volker Finke seine größten Erfolge als Fußballspieler. Unter anderem spielte er mit dem SC Freiburg im UEFA-Pokal und siegte dreimal zuhause gegen den FC Bayern München.
Im Sommer 1997 wechselte Spanring zum VfB Stuttgart, der von Joachim Löw trainiert wurde. Spanring fand zunächst aufgrund vieler Verletzungsprobleme nicht zu seiner guten Form aus den Vorjahren zurück. In seiner ersten Saison kam er auf 11 Einsätze in der Bundesliga, in der zweiten Saison auf 12 Spiele. In seiner dritten Saison 1999/2000 bestritt er aufgrund von Differenzen mit dem neuen Trainer Ralf Rangnick kein Spiel für die Schwaben in der Bundesliga. Nach insgesamt vier Jahren beim schwäbischen Verein, mit dem verlorenen Finale im Europapokal der Pokalsieger 1997/98 gegen den FC Chelsea als Höhepunkt (wobei Spanring im Finale aufgrund einer Gelben Karte gesperrt war), entschloss sich Spanring zu einem Wechsel.
Im August 2000 unterschrieb Spanring einen Vertrag beim türkischen Club Bursaspor, der von Jörg Berger trainiert wurde. Dort blieb er nur bis zum Jahresende 2000, weil der türkische Verein seinen Zahlungsverpflichtungen nicht nachkam.
Um sich fit zu halten, wechselte er danach zum Freiburger FC, wo er 2002 seine Karriere beendete. In der Saison 2004/05 spielte er beim Kreisliga A Verein SV Kenzingen in den letzten 4 Saisonspielen. Insgesamt bestritt Spanring 172 Bundesligaspiele, in denen er zehn Tore erzielte. Verletzungsprobleme sorgten für zahlreiche Zwangspausen in seiner Karriere.

### Auswahleinsätze
Von seinen vier Partien für die U-21-Elf Deutschlands war ein Match ein Pflichtspiel: Im Auftaktmatch der Qualifikation für U-21-EM 1992 siegte die DFB-Auswahl gegen Luxemburg mit 3:0. Unter Bundestrainer Berti Vogts wurde der Verteidiger mehrmals in den erweiterten Kader der A-Nationalmannschaft berufen. Bei einem Freundschaftsspiel gegen Dänemark im März 1996 (2:0) saß Spanring beim DFB-Team auf der Bank, wurde aber nicht eingewechselt.

## Weiterer Werdegang
Seit dem Ende seiner aktiven Laufbahn arbeitet Spanring als Sportmanager im Europa-Park in Rust.